# 白马垅站
白马垅站是一个京广铁路上的铁路车站，位于湖南省株洲市白马垅乡（该地名常被误写作白马垄，站名牌现时也写作“白马垄”），建于1937年，目前为四等站，邮政编码为412004。目前客运：不办理旅客乘降；行李、包裹托运；货运：办理整车货物发到。从京广铁路下行线前往沪昆铁路下行线站点的列车在通过此站后即经联络线转往沪昆线运行。
长株潭城际铁路在白马垅一带所设的车站原定名称同为白马垅站，但与京广线白马垅站不在同一位置。由于长株潭城铁纳入全国铁路网运营，城铁白马垅站已更名为九郎山站。